# Hovatipula megalothorax
Hovatipula megalothorax är en tvåvingeart som först beskrevs av Alexander 1955.  Hovatipula megalothorax ingår i släktet Hovatipula och familjen storharkrankar.
Artens utbredningsområde är Madagaskar. Inga underarter finns listade i Catalogue of Life.